# Chain Gang of Love
Chain Gang of Love è il primo album in studio del gruppo musicale rock danese The Raveonettes, pubblicato nel 2003.

## Tracce
1. Remember – 2:41
2. That Great Love Sound – 3:16
3. Noisy Summer – 2:24
4. The Love Gang – 2:16
5. Let's Rave On – 1:55
6. Dirty Eyes (Sex Don't Sell) – 2:26
7. Love Can Destroy Everything – 2:54
8. Heartbreak Stroll – 2:26
9. Little Animal – 3:09
10. Untamed Girls – 1:44
11. Chain Gang of Love – 2:36
12. The Truth About Johnny – 2:36
13. New York Was Great – 2:48

## Formazione
- Sune Rose Wagner - chitarra, voce, altri strumenti
- Sharin Foo - basso, voce, chitarra